# Maxie Zeus
Maximilian "Maxie" Zeus es un supervillano que aparece en los cómics estadounidenses publicados por DC Comics, principalmente como un enemigo de Batman. El personaje es representado como un ex profesor de historia con una enfermedad mental que está obsesionado con la mitología griega y se cree el dios Zeus, convirtiéndose en un señor del crimen en Gotham City.

## Historial de publicaciones
Maxie Zeus apareció por primera vez en Detective Comics #483 (abril-mayo de 1979) y fue creado por Denny O'Neil y Don Newton.

## Biografía del personaje ficticio

### Carrera criminal
Maxie Zeus es un ex profesor de historia griega que comenzó a sufrir de locura cuando perdió a su esposa. Se convierte en un señor del crimen, y usa su astucia e inteligencia para llegar al poder en medio del caos en el bajomundo de Gotham City causado por los numerosos criminales dementes de la ciudad. Él lucha contra Batman en varias ocasiones antes de ser llevado al Manicomio Arkham.
Debido a que Maxie parece menos peligroso que el Joker, Dos Caras, y otros internos de Arkham notorios, los administradores de Arkham no le meten en el pabellón de máxima seguridad a pesar de las reiteradas recomendaciones de Batman para hacerlo (por Batman y los Outsiders # 14). La preocupación de Batman se demuestra justificada cuando Maxie se escapa para formar un equipo de agentes sobrehumanos basado en la mitología griega llamado los Nuevos Olímpicos. Él trata de secuestrar a la atleta olímpica Lacinia Nitocris y forzarla a casarse con él y convertirse en una figura materna para su hija Medea. Este plan es frustrado por Batman y los Outsiders, que vencieron a los Olímpicos en una serie de juegos de estilo olímpico.
Maxie es uno de los villanos que escapan de Arkham cuando Bane derriba los muros del Asilo Arkham en la historia Knightfall. El intento de escape de Maxie es interrumpido cuando choca con un árbol. Algún tiempo después, sin embargo, es introducido en una trama diseñada por los hijos de Ares — Deimos, Fobos, y Eris para fusionar Gotham City con la capital del trono de Ares, el Areópago. El objetivo es volver a establecer el dominio de Ares en la tierra. Maxie es asesinado como resultado de esa trama y su sacrificio produjo el regreso de Ares. Sin embargo, su plan es frustrado por Mujer Maravilla, Batman y sus aliados, y el mismo Ares desterró a sus hijos de vuelta al Tártaro.

### Robin
En números de Robin, una vigilante llamada Violet está tratando de rastrear un casino ilegal llamado "Maxie's", con chips llevando un perfil como el de Zeus. Presumiblemente, Maxie de algún modo sobrevivió con los Hijos de Ares. Después de que Violet es descubierta por los guardias de Zeus, tanto Robin como Violet logran escapar ilesos, mientras los detectives para los que Robin estaba trabajando en el caso atacan el casino y arrestan a Zeus, que se rinde sin pelear después de que un oficial lo amenaza físicamente.

### Batman: Cacophony
Maxie recientemente volvió en "Batman: Cacophony" de Kevin Smith. Aparentemente curado de sus engaños, fue contratado por el Joker para usar el Veneno Joker en gente al azar el Primero de abril como una broma del Día de los Inocentes, pero en lugar de mezclar el veneno con éxtasis para producir una nueva droga diseñadora llamada "Carcajadas" estuvo usando algo de los beneficios de los fondos de su imperio para también construir su sueño de prevenir la segregación social de las culturas extranjeras en Gotham al poner una escuela pública. El Joker, enojado de que su creación estuvo siendo usada para su recreación, jura venganza contra Maxie. Después de presenciar la muerte de su sobrino y una docena de otros niños cuando Joker hace explotar la escuela, Maxie sufre una ruptura psicótica y regresa a su persona de Zeus. Después de ser rescatado de un ataque por el Joker en un club nocturno por Batman, el Caballero Oscuro visita a Maxie otra vez en su penthouse. Después de restaurar temporalmente su cordura a Maxie con una dosis masiva de antipsicóticos, Batman le convence para confiese que está detrás de la distribución de Carcajadas y entregarse a la policía. Este movimiento luego es revelado que es parte del plan de Batman para atraer al Joker y Onomatopeya (el último de los que estuvo cazando a Batman intentando matarlo y llevar su máscara como trofeo) afuera del escondite.

### The New 52
Como parte del reinicio de The New 52 de Universo DC, en la historia de Batman Eternal, Maxie Zeus se usa como anfitrión para el espíritu de Deacon Blackfire mientras intenta usar los espíritus de los reclusos del Asilo Arkham para volver a la vida solo para ser frustrado por Batwing y Jim Corrigan. Tras la destrucción del Asilo Arkham, Maggie Sawyer intenta obtener respuestas de Maxie Zeus sobre lo sucedido.

### Doomsday Clock
En la secuela de Watchmen, Doomsday Clock, Maxie Zeus estaba en el Asilo Arkham cuando Rorschach fue encarcelado allí por Batman.

## Otras versiones

### Arkham Asylum: A Serious House on Serious Earth
Una versión electrificada y demacrada de Maxie Zeus aparece en la novela gráfica Arkham Asylum: A Serious House on Serious Earth de Grant Morrison y Dave McKean. Batman le encuentra conectado a la sala de terapia de electrochoques del Manicomio Arkham, perpetualmente recibiendo corriente eléctrica, que él cree que es "fuego del cielo". Maxie está más loco que antes, habiendo desarrollado ilusiones mesiánicas junto con complejo de dios. En una ocasión de la historia en que él y Batman se cruzan, él se compara con los dioses supremos de muchas mitologías, incluyendo Jesucristo de la Cristianidad. Tampoco reconoce a Batman, calurosamente dirigiéndose a él como "un peregrino." En esta novela hay referencias evidentes a la comedia inglesa de 1972 The Ruling Class, interpretada por Peter O'Toole y, en particular, al personaje del "Mesías Eléctrico" que aparece en esta película.

## En otros medios

### Televisión
- Maxie Zeus aparece en Batman: la serie animada con la voz de Steve Susskind. Es descrito como un magnate de navíos con conexiones en el bajomundo. Lleva una vara de metal apropiadamente en la forma de un relámpago, que usa para electrocutar a sus víctimas hasta la inconsciencia. En su episodio debut "Fuego del Olimpo", después de recuperarse de una seria crisis financiera después de dedicarse al contrabando siguiendo una carrera de malos negocios, Maxie se vuelve loco, desarrolla un complejo de dios, y comienza a creer que él es el dios Zeus y su abogada-novia es la musa Clío. Cuando Batman llega a la cima de su edificio, Maxie cree que es Hades, pues "ningún mortal puede llegar al Monte Olimpo" sin su permiso, y hasta llama al cruzado encapotado su "hermano". Maxie roba un arma gigante de rayos que usa en los "lastimosos mortales" que se atreven a oponerse, aunque en un par de ocasiones parece volver a la normalidad. Cuando Clío intenta detenerlo, es amordazada y atada al barril del arma de rayos por sus matones, aunque es salvada por Batman antes de que la puedan matar. Maxie es eventualmente sometido por Batman con la ayuda de Clío. Mientras es arrastrado por el Asilo Arkham, ve a los prisioneros mirándolo y cree que ve a una deidad griega en su lugar: Joker es Hermes el dios embaucador, Dos Caras es el Jano de "dos caras" (en realidad un dios romano), y Hiedra Venenosa es la diosa Démeter. Su última línea es "Finalmente, el poderoso Zeus está en casa", indicando irónicamente que es adonde pertenece ahora: al Asilo Arkham.

- Maxie Zeus aparece por primera vez en The Batman, con la voz de Phil LaMarr. Esta versión es un excéntrico multimillonario y propietario de Zeus Industries que está obsesionado con la mitología, la historia y la cultura griega. Además, detesta que lo llamen "Maxie", prefiriendo que lo llamen "Maximilian". Presentado en el episodio "Trueno", Zeus intenta postularse para alcalde de Gotham City, pero pierde las elecciones después de anunciar su plan para revolucionar el Departamento de Policía de Gotham City basándose en sus propias fuerzas de seguridad con temática de gladiadores. Enfurecido por su derrota, Zeus se pone una armadura de gladiador de alta tecnología con guantes que pueden generar electricidad y conspira para usar su aeronave, para convertir a Gotham en su reino personal, solo para ser frustrado por Batman y Batgirl. Zeus también hace un cameo en el episodio "Rumores" como uno de varios supervillanos que fueron capturados por el justiciero Rumor.

- Maxie Zeus aparece en el episodio de Harley Quinn, "Entonces, necesitas una tripulación", con la voz de Will Sasso.[10] Esta versión tiene un trabajo como gurú de la autoayuda para los aspirantes a supervillanos y menciona que robó las medallas para los Juegos Olímpicos de Verano de 1996. Además, se le representa con barba y sin pelo. En el episodio "¿Entonces necesitas una tripulación?", cuando Harley Quinn acude a él en busca de ayuda para convertirse en su propio supervillano, Maxie revela su naturaleza sexista y le pide favores sexuales a cambio. Insultado, Harley se une a Clayface y Doctor Psycho para vengarse con el primero disfrazándose como el hijo ilegítimo de Maxie para distraerlo mientras ella y el segundo roban su mansión. Maxie finalmente ve a través de la artimaña de Clayface y lo golpea salvajemente, pero a su vez es golpeado por Harley y Doctor Psycho. Más tarde, Maxie es entrevistado por reporteros y admite a regañadientes que Harley es un supervillano poderoso. En el episodio "L.O.D.R.S.V.P.", se ve un retrato de él en el Hall of Doom en el momento en que la tripulación de Harley se encuentra con Lex Luthor, lo que indica que Maxie Zeus es miembro de la Legión del Mal. En el episodio "Bachelorette", trabaja como empleado en un club de estriptis en una isla cerca de Themyscira y entabla una relación con la viuda Nora Fries. En el final de la temporada dos "The Runaway Bridesmaid", él asiste a la boda de Hiedra Venenosa y Hombre Cometa junto a Nora y participa en una guerra entre otros supervillanos presentes y el DPGC, mostrando la habilidad de disparar rayos de sus manos.

- En el episodio de la serie Batwoman, "Pilot", el nombre de Maxie Zeus se puede ver en un recorte de periódico en la Batcave sobre su captura.

### Videojuegos
- Maxie Zeus aparece como un enemigo en el juego de NES Batman. Él corre a toda prisa hacia Batman y no busca nada como en sus anteriores apariciones.

- Maxie Zeus aparece como una biografía desbloqueable en Batman: Arkham Asylum. Su celda (que contiene un libro de mitología griega y tiene símbolos griegos dibujados en la pared) es encontrada adyacente a la sala de electrochoques del Centro de Pacificación de Pacientes en Tratamientos Intensivos.

- El club nocturno de Maxie Zeus, The Gotham Olympus, puede ser encontrado en Batman: Arkham City. Escanear la estatua del rayo del frente desbloqueará una Historia de Arkham City, explicando que Maxie desapareció después algunas sesiones de terapia de electrochoques. A pesar de su estado, su club nocturno continúa abierto según lo previsto.

### Misceláneos
- En The Batman Adventures (una serie de cómics basada en la serie animada), escapa de Arkham varias veces y se une con villanos tales como Lex Luthor y Ra's al Ghul para destruir Gotham. Cada vez, es frustrado por Batman y Robin, y regresado a prisión.

- En un número de The Batman Strikes!, Maxie se une a un grupo de villanos dirigidos por el Joker. Sin embargo, se revela que es una simulación creada por Batman para entrenar a su compañero. En un número posterior, Maxie va arrasando con todo junto a los criminales Ragdoll, Spellbinder, y Everywhere Man, pero es derrotado por Batgirl.